# La sonrisa del diablo (1970)
La sonrisa del diablo é uma telenovela mexicana, produzida pela Televisa e exibida em 1970 pelo El Canal de las Estrellas. Baseada na novela brasileira Ambição, de Ivani Ribeiro.
Foi protagonizada antagonicamente por Maricruz Olivier e Jorge Vargas (ator) e coprotagonizada por Narciso Busquets.

## Elenco
- Maricruz Olivier - Deborah
- Narciso Busquets - Salvador
- Norma Herrera
- Andrés García
- Rosenda Monteros
- Fanny Schiller
- Jorge Vargas (ator)